# 德尼斯·日韦盖利
德尼斯·日韦盖利（1972年6月24日—），斯洛文尼亚男子赛艇运动员。他曾代表斯洛文尼亚参加1992年和1996年夏季奥林匹克运动会赛艇比赛，其中1992年奥运会获得一枚铜牌。